# Russell Carpenter
Russell Paul Carpenter (Los Angeles (Californië), 9 december 1950) is een Amerikaans cameraman.
Hij is vooral bekend door zijn samenwerking met regisseur James Cameron. Voor de film Titanic uit 1997 won hij de Oscar voor beste camerawerk.
Carpenter is lid van de American Society of Cinematographers.

## Films
- Avatar: The Way of Water (2022)
- Noelle (2019)
- xXx: Return of Xander Cage (2017)
- Ant-Man (2015)
- Parched (2015)
- Beyond the Reach (2014)
- Return to Sender (2014)
- Jobs (2013)
- This Means War (2012)
- A Little Bit of Heaven (2011)
- Killers (2010)
- The Ugly Truth (2009)
- 21 (2008)
- Awake (2007)
- Monster-in-Law (2005)
- Noel (2004)
- Charlie's Angels: Full Throttle (2003)
- Shallow Hal (2001)
- Charlie's Angels (2000)
- The Negotiator (1998)
- Titanic (1997) (Oscar voor beste camerawerk)
- Money Talks (1997)
- Ghosts (1997)
- T2 3-D: Battle Across Time (1996)
- The Indian in the Cupboard (1995)
- True Lies (1994)
- Attack of the 50 Ft. Woman (tv, 1993)
- Hard Target (1993)
- Pet Sematary II (1992)
- The Lawnmower Man (1992)
- The Perfect Weapon (1991)
- Death Warrant (1990)
- Solar Crisis (1990)
- Redlands (1990)
- The Wizard of Speed and Time (1989)
- Cameron's Closet (1989)
- Critters 2: The Main Course (1988)
- Lady in White (1988)
- The Wonder Years (1988)
- Sole Survivor (1983)